# Jonathan O’Brien

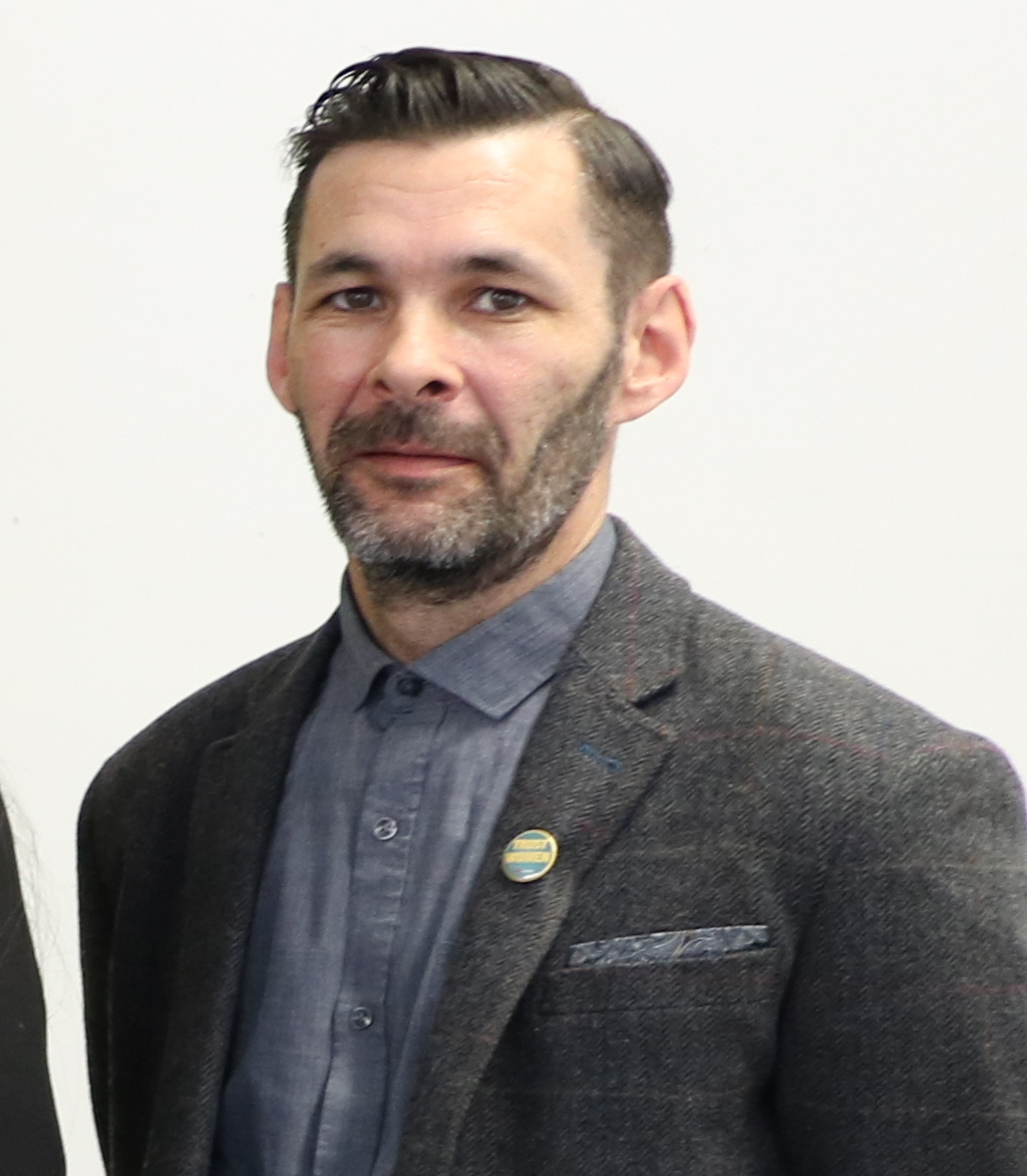
Jonathan O’Brien (2017)

Jonathan O’Brien (irisch Seánatan Ó Briain; * 28. Dezember 1971 in Cork, Irland) ist ein irischer Politiker der Sinn Féin, der seit 2016 Abgeordneter im Dáil Éireann ist.

## Leben
Jonathan O’Brien war engagierter Fußballspieler. 2000 rückte er für die Sinn Féin in den Cork County Council nach und wurde anschließend 2004 und 2009 wiedergewählt. 
Bei den Wahlen zum Dáil Éireann 2011 gelang es ihm, im Wahlkreis Cork North-Central einen Sitz zu erringen. 2016 konnte er den Sitz verteidigen.

## Privates
Er ist seit 2008 mit Gillian O’Brien verheiratet und hat mit ihr fünf Kinder. 